# Nos vies rêvées

Nos vies rêvées est un téléfilm français de 2004 réalisé par Fabrice Cazeneuve en deux parties de 100 minutes. Scénario de Gérard Carré & Martine Moriconi. Produit par Nelka Films/France 2.

## Synopsis
En 1993, à l'enterrement de Juliette, ses deux amies Martine et Bénédicte se retrouvent. Elles se remémorent leur jeunesse notamment l'année 1968.

## Fiche technique
- Réalisation : Fabrice Cazeneuve
- Scénario et dialogues : Martine Moriconi, Gérard Carré
- Directeur de la photographie : Dominique Brenguier
- Musique : Marc Périer
- Costumes : Edith Vesperini
- Productrice : Nelly Kafoky

## Distribution
- Louise Monot : 1) Juliette Tuille, la copine de Bénédicte et de Martine, avec lesquelles, à partir de 1968, elle formait un trio inséparable et déluré. 2) Scarlett, 18ans, la fille de Juliette qui lui ressemble comme deux gouttes d'eau
- Éléonore Gosset : Bénedicte Tassin, la première copine de Juliette jeune
- Julia Vaidis-Bogard : Martine Maraut, la deuxième copine de Juliette jeune
- Line Renaud : Minette, la grand-mère très indépendante de Juliette
- Julien Boisselier : Cohen
- Fanny Cottençon : Jeanne Tuille, la mère de Juliette
- Philippe Magnan : Marcel Tuillen le père atrabilaire de Juliette, marchand de chaussures à Pithiviers
- Catherine Mouchet : Mathilde Tassin
- François Morel : Gilbert Tassin
- Laure Duthilleul : Sylvette Maraut
- Bruno Lochet : Michel Maraut
- Bernard Ballet : Edmond, le compagnon de Minette
- Aurélien Wiik : Jean-François, un garçon dont s'était épris Juliette
- Jérémy Lippman : Richard, un hippie dont s'était épris Juliette
- Pierre Mignard : Louis, un garçon dont s'était épris Juliette
- Nathalie Krebs : Bénedicte Tassin, la première copine de Juliette
- Élisabeth Commelin : Martine Maraut, la deuxième copine de Juliette
- Raphaël Personnaz : René, un garçon dont s'était épris Juliette
- Scali Delpeyrat : Émile Boucher
- Annelise Hesme : Mijo, une proche de Richard
- Élodie Bollée : Joëlle
- Diane Stolojan